# Модроврана
Модроврана, смрдиврана или златоврана (лат. Coracias garrulus) врста је птице из породице модроврана (Coraciidae) и потпородице Coraciinae. Грађом подсећа на мању врану (мада не припада тој породици). Станиште су јој шумарци окружени чистинама, отворени терени са раштрканим дрвећем и грмљем, дрвореди. Распрострањење и бројност ове врсте су у осетном паду.

## Опис животиње
Модроврана је снажна птица, крупног и дугог кљуна. Има плавозелену боју са ковним преливима. Леђа су јој отворено смеђе боје, а крила азурноплаве боје са тамним ивицама. Реп је тиркизноплав са смеђим средњим перима. Вешт је летач, али на тлу само скакуће због кратких и слабих ногу.

## Исхрана
Храни се инсектима, посебно скакавцима, али и гуштерима, жабама и мишевима.

## Размножавање
Гнезди се по шупљем дрвећу, углавном храстовом, али у јужним крајевима рупе дуби и у земљишту. У априлу женка снесе 2 до 5 белих јаја, на којима наизменично леже и мужјак и женка 17 дана. Гнездо јој смрди, јер га не чисти од измета и остатка хране, па је зато и добила име смрдиврана. Изгледа да непријатни мирис одбија грабљивице, међутим, ни женка ни младунци не смрде већ после краћег лета.

## Распрострањеност
Попут других врста из свог рода, насељава подручје Европе, тачније од средње Европе до Каспијског језера. То је птица селица и зиму проводи у јужној Африци. У Србији се ређе виђа.

## Заштита
У Војводини се спроводе пројекти који имају за циљ заштиту ове врсте. Удружење љубитеља природе „Riparia“ је предузело акције популаризације ове врсте, али и конкретне мере заштите која подразумева праћење (прстеновање), изградње вештачких дупљи, као и омогућавање услова за неометани боравак птица, заштиту стаишта, али и сарадњу са свим релевантним институцијама.